# Челопек (Зворник)
Челопек је насељено мјесто у општини Зворник, Република Српска, БиХ. Према попису становништва из 2013. у насељу је живјело 1.805 становника.
Овдје се налази Црква Свете Великомученице Марине у Челопеку.

## Становништво
Према попису становништва из 1991. године, мјесто је имало 1.896 становника.
| Националност | 1991. | 1981. |
| Срби         | 1.763 | 1.608 |
| Муслимани    | 119   | 97    |
| Југословени  | 8     | 40    |
| Хрвати       | 2     | 3     |
| Остали       | 4     | 7     |
| Укупно       | 1.896 | 1.755 |

| Демографија | Демографија | Демографија |
| Година      | Становника  | Становника  |
| ----------- | ----------- | ----------- |
| 1948.       | 1.190       |             |
| 1953.       | 1.167       |             |
| 1961.       | 1.307       |             |
| 1971.       | 1.512       |             |
| 1981.       | 1.755       |             |
| 1991.       | 1.896       |             |
| 2013.       | 1.805       |             |